# 岡村勳
岡村勳（1929年4月27日—），生於日本高知縣，日本律師。工作於岡村綜合法律事務所，日本全國犯罪被害者協會代表幹事，致力於推動被害者家屬人權的保障。

## 生平
畢業於一橋大學經濟學系，之後進入法學院完成學業。1956年通過日本司法試験，1957年完成一橋大學法學院課程。1959年後以律師執業，曾任日本律師連合會副會長，1988年担任1988年沪杭铁路列车相撞事故赔偿谈判团日方团长。
1997年10月10日，其妻子在東京都小金井市自宅遭人殺害。行兇者西田久是日本山一證券惡性倒閉事件中的其中一位債權人，在倒閉事件中損失一億日元，因為岡村勳曾任山一證券辯護律師，引起他犯案的動機。岡村勳在此案後，認為社會對於被害者的支持並不夠，開始投入犯罪被害者保護運動。2000年，與光市母女殺害事件中的被害者本村洋，發起日本全國犯罪被害者協會。